# Tarikatski centar u Bosni i Hercegovini
Tarikatski centar u Bosni i Hercegovini (TCBiH) je autonomna organizacija u okvirima Islamske zajednice u Bosni i Hercegovini, koja okuplja derviške redove u Bosni i Hercegovini i inozemstvu. Na čelu Tarikatskog centra nalazi se šejh-ul-mešaih. Trenutni šejh-ul-mešaih je Ćazim ef. Hadžimejlić koji je na ovoj dužnosti od 2021. godine.
Sjedište Tarikatskog centra u Bosni i Hercegovini nalazi se u Sarajevu.

## Povijest
Zajedno s osmanskim vojnicima, u Bosnu i Hercegovinu došli su i derviši koji su imali značajnu ulogu u procesu islamizacije Bosne i Hercegovine. U osmansko doba, tekije su potpadale pod nadzor šejhu-l-islama. Broj tekija bio je velik, a pripadale su sunitskim derviškim redovima (tarikatima). Prva tekija izgrađena u Bosni i Hercegovini je Isa-begova tekija u Sarajevu, 1462. godine.
Nastankom Islamske zajednice u vrijeme Austro-Ugarske i ustanovljenjem dužnosti reis-ul-uleme 1882., tekije i tarikati potpadaju pod njihovu nadležnost. U doba Kraljevine Jugoslavije, odnos prema dervišima ostao je isti sve do lipnja 1931. kada je donesena Uredba o tekijama i šejhovima kojom je rad tekija stavljen pod nadzor Ulema-medžlisa (današnji Rijaset).
Nove komunističke vlasti poslije Drugoga svjetskog rata sprovode politiku ateizacije, a Islamska zajednica po odluci Ulema-medžlisa i zaključku Vakufskog sabora 12. svibnja 1952. zatvara sve postojeće tekije i zabranjuje im rad. Zabranom tekija tarikati nisu nestali, nego su započeli djelovati u tajnosti. Zbog zabrane rada unutar Islamske zajednice, a potom i komunističke vlasti, a zbog tajnog djelovanja, derviška zajednica je u tom periodu dosta stagnirala.
Savez islamskih derviških redova Alijje (SIDRA) u SFR Jugoslaviji osnovan je 12. prosinca 1971, ali ga Islamske zajednica u SFR Jugoslaviji odbija prihvatiti za legalnog predstavnika derviških tarikata. U takvoj je situaciji, nepogodnoj za derviške tarikate, 1975. izabrano je novo rukovodstvo Islamske zajednice. Za novog reis-ul-ulemu izabran je Naim ef. Hadžiabdić, za predsjednika Vrhovnog sabora Hamdija Ćemerlić, a za predsjednika Starješinstva Islamske zajednice za Bosnu i Hercegovinu, Hrvatsku i Sloveniju Ahmed ef. Smajlović. Smajlović i Ćemerlić bili su zainteresirani za rješenje derviškog pitanja te je 7. veljače 1977., uz prisustvo reis-ul-uleme, Ćemerlić održao sastanak sa šejhom Fejzulahom ef. Hadžibajrićem na kojem je predloženo održavanje novog sastanka, na kojem bi se razgovaralo o pitanjima međusobne suradnje. Ovaj sastanak potakao je šejha Hadžibajrića da sa starješinama jedine dvije sarajevske tekije, šejhom Fadilom ef. Sokolovićem i šejhom Abdullahom ef. Fočakom, ustanovi Opće odredbe o tekijama i tarikatima koje su dostavljene Ćemerliću na uvid i ocjenu. Smajlović ubrzo u prostorijama Islamske zajednice u Sarajevu saziva sastanak na kojem su prisustvovali Ćemerlić i 25 predstavnika tarikata, među kojima su bili šejh Hadžibajrić, šejh Sokolović, šejh Behauddin ef. Hadžimejlić, šejh Mustafa ef. Mujić, šejh Mesud ef. Hadžimejlić, šejh Sirrija ef. Hadžimejlić, šejh Abdullah ef. Fočak... Na sastanku je dogovoreno da šejh Hadžibajrić održava kontakte s rukovodstvom Islamske zajednice i koordinira rad s tarikatskim predstavnicima čime su stvoreni uvjeti za osnivanje Tarikatskog centra.
Tarikatski centar je na sastanku 7. lipnja 1977., nakon prihvaćenih prijedloga od predstavnika Islamske zajednice, usvojio Opće odredbe o tekijama i tarikatima, kojim su tarikati i tekije dobili prećutnu saglasnost za svoj rad uz koordiniranje aktivnosti s drugim organima i institucijama Islamske zajednice. Odluka o zabrani rada tekija ukinuta je na zasjedanju Sabora Islamske zajednice u Beogradu 30. ožujka 1989. U to vrijeme je bilo, osim Gazi Husrev-begovog hanikaha, pet tekijskih objekata uz 40 medžlisi zikrova, koji su se osim tekija održavali u džamijama i privatnim kućama, a slijedili su nakšibendijski, kaderijski i mevlevijski tarikat.
Tarikati i tekije uvršteni su u Ustav Islamske zajednice iz 1990. te su zadržali taj status i u ustavima donesenim 1997. i 2014, a kao nevladina organizacija sa Statutom i Programom rada, Tarikatski centar je registrovan 17. prosinca 1992. na Višem sudu u Sarajevu. Tokom rata u Bosni i Hercegovini, uništeno je pet tekija i sedam turbeta, a oštećene četiri tekije i 37 turbeta.
Po završetku rata pristupilo se obnavljanju porušenih objekata i izgradnji novih. Izgrađeno je 28 novih tekija, a izgradnja nekih još traje. Protokol o principima rada Tarikatskog centra u okviru Islamske zajednice potpisali su u ožujku 1997. reis-ul-ulema Mustafa ef. Cerić i šejh-ul-mešaih Mesud ef. Hadžimejlić. Rijaset Islamske zajednice u Bosni i Hercegovini donio je 12. veljače 2012. Uredbu o tarikatskim redovima, a u izradi je i Uredba o Tarikatskom centru, koja bi trebala u potpunosti definisati ulogu Tarikatskog centra u Bosni i Hercegovini.

## Organizacija
Iako je Tarikatski centar organiziran kao jedinstvena autonomna organizacija u okvirima Islamske zajednice u Bosni i Hercegovini, ona je po svojoj unutarnjoj organizaciji potpuno decentralizirana. Šejh-ul-mešaih je službeni predstavnik Tarikatnog centra u javnosti i pred Islamskom zajednicom, ali on nema pravnu nadležnost nad tekijama niti pročelnicima tekija u Bosni i Hercegovini, ni inozemstvu. Svaka tekija je samostalna i sama izgrađuje svoju organizaciju, a ista u svome okviru djelovanja može posjedovati više tekija ili medžlisi halki (manjih organizacionih jedinica). Svaki šejh ima pravo proglašavanja novog šejha za neki određeni tarikat, a da se u to ne može miješati ni Tarikatski centar ni Islamska zajednica u Bosni i Hercegovini. 
U okviru Tarikatskog centra danas djeluje više od 80 tekija, zavija i medžlisi zikrova. U Bosni i Hercegovini su zastupljeni sljedeći tarikati: nakšibendijski, rifajitski, kadirijski, melamijski, halvetijski, čištijski, mevlevijski i šazilijski. U sklopu Tarikatskog centra, izvan granica Bosne i Hercegovine (u Hrvatskoj, Sloveniji, Austriji, Njemačkoj, Francuskoj, Danskoj i SAD-u) zikr se održava na 10 mjesta. Rijaset putem Uprave za pravne i administrativne poslove vodi Registar derviških ustanova na području Islamske zajednice, a putem Uprave za vjerske poslove surađuje s derviškim redovima i Tarikatskim centrom.

## Šejh-ul-mešaihi
| #  | Fotografija | Ime i prezime                  | Mandat započeo | Mandat završen | Napomene |
| -- | ----------- | ------------------------------ | -------------- | -------------- | -------- |
| 1. |             | šejh Fejzulah ef. Hadžibajrić  | 1977.          | 1990.          |          |
| 2. |             | šejh Behauddin ef. Hadžimejlić | 1990.          | 1996.          |          |
| 3. |             | šejh Mesud ef. Hadžimejlić     | 1997.          | 2009.          |          |
| 4. |             | šejh Sirrija ef. Hadžimejlić   | 2009.          | 2021.          |          |
| 5. |             | šejh Ćazim ef. Hadžimejlić     | 2021.          | trenutačno     |          |

## Vanjske poveznice
- Tarikatski centar u Bosni i Hercegovini  Arhivirana inačica izvorne stranice od 7. rujna 2019. (Wayback Machine)